# Rendón
Pour les articles homonymes, voir Rendon.
Rendón est l'une des cinq paroisses civiles de la municipalité de Ribero dans l'État de Sucre au Venezuela. Sa capitale est Villa Frontado.